# بييترو بومبوناتزي
بييترو بومبوناتزي (16 سبتمبر 1462 - 18 مايو 1525) (بالإيطالية: Pietro Pomponazzi)‏ هو فيلسوف إيطالي علماني من فلاسفة عصر النهضة. طور تعاليم أرسطو بصبغة مادية. وفي مؤلفاته رفض فكرة خلود النفس البشرية، فأثار ذلك غضب رجال الكنيسة فأُحرقت كتبه.

## مؤلفاته
- في النفس الخالدة (1516).
- «في أسباب عجائب الطبيعة وفي أفعال السحر» وهو يعد من أهم مؤلفاته حيث قدم فيه تفسيرا للمعجزات يستند فيه إلى قوانين الفزياء حيث يقول ان الهواء الكثيف يعكس الأشياء التي يراها الرائى بمعنى ان تلك الرؤى التي يسقطها عليه الرائ من داخل نفسه أو روحه فهى أيضا تأخذ شكلا كثيفا مرئيا وعندما سئل: هل يمكن الرؤية أو الابصار عن بعد؟ أجاب قائلا: «لا نرى في الامر شيئا خارقا للطبيعة لان أشياء العالم السفلى تبعث صورها في الاثير حتى تصل إلى السماء فترسلها السماء إلى الأرض مرة ثانية كأنعكاس مرآة في مرآة أخرى..وعلى ذلك يمكن رؤية الأشياء عن بعد» وهو في هذه الآراء قد تابع ارسطو وغيره من الفلاسفة فكرة الاثار العلوية وهو يعد اقرب العلماء الذين اقتربوا من التفسير العلمى لظاهرة رؤية الخوارق وتفسيره لها الا ان كلامه فيه امران شديد الأهمية أولهما اشارته إلى عملية الاسقاط عند المرضى النفسيين فوفقا لها يمكن للإنسان ان يرى ما يعتمل في داخله من رؤى وتصورات وتمثلات واخيله والامر الثانى ان قوة الخيال يمكن ان تهيئ للإنسان تجسيد للارواح ويعتقد ان حقيقية يراها رؤاى العين....

## روابط خارجية
- بييترو بومبوناتزي على موقع الموسوعة البريطانية (الإنجليزية)